# Вернер Енделль
Вернер Енделль (англ. Werner Endell; 5 березня 1894, Берлін-Штегліц — 23 грудня 1985, Кіль) — німецький офіцер, капітан-цур-зее крігсмаріне (1 липня 1944). Кавалер Лицарського хреста Залізного хреста.

## Біографія
1 квітня 1914 року вступив у ВМФ. Пройшов підготовку на борту важких крейсерів «Вінета» і «Дерффінгер». Учасник Першої світової війни, з 1915 року служив на лінійних кораблях «Мекленбург» і «Великий курфюрст», з серпня 1915 по травень 1916 року — на легкому крейсері «Ельбінг», а потім на лінійних кораблях «Ельзас» і «Лотарингія». В червні 1917 року переведений у 8-у флотилію міноносців. З липня 1918 року — прапор-лейтенант штабу 2-го командувача міноносцями. 11 листопада 1919 року звільнений у відставку.
25 лютого 1935 року вступив на службу в Морське керівництво Імперського військового міністерства офіцером запасу. 3 січня 1938 року переведений в штаб військово-морської бази «Остзе», а у вересні 1939 року — в Фленсбург. З 26 червня 1940 року служив в охоронній флотилії гавані Варнемюнде, а 11 вересня 1940 року був призначений 1-м ад'ютантом командувача ВМС в Ла-Манші. З 28 вересня 1942 року — комендант гавані Дьєпп, з 20 січня 1943 року — Сфакс. Після капітуляції німецької армії в Північній Африці 1 червня 1943 року переведений на посаду коменданта гавані Сен-Мало. Разом з комендантом фортеці Сен-Мало оберстом Андреасом фон Аулоком керував обороною гавані під час висадки союзників у Нормандії. Частини Енделля були розгромлені силами противника, і місто було захоплене 5 серпня 1944 року, однак Енделль продовжував боронити цитадель до 17 серпня, коли був узятий в полон британськими військами (останній бастіон здався наступного дня). Згодом утримувався в американському таборі для військовополонених. 14 травня 1946 року звільнений.

## Нагороди
- Залізний хрест 2-го класу
- Почесний хрест ветерана війни з мечами
- Медаль «За вислугу років у Вермахті» 4-го класу (4 роки)
- Хрест Воєнних заслуг 2-го класу з мечами (1 вересня 1941)
- Застібка до Залізного хреста 2-го класу (18 травня 1943)
- Залізний хрест 1-го класу
- Німецький хрест в золоті (12 серпня 1944)
- Лицарський хрест Залізного хреста (18 серпня 1944)